# Бернареджо
Бернареджо (італ. Bernareggio) — муніципалітет в Італії, у регіоні Ломбардія, провінція Монца і Бріанца.
Бернареджо розташоване на відстані близько 490 км на північний захід від Рима, 26 км на північний схід від Мілана, 13 км на північний схід від Монци.
Населення — 10 887 осіб (2014).

## Демографія
Населення за роками:

Станом на 1 січня 2023 року в муніципалітеті офіційно проживало 977 іноземців з 73 країн, серед них 312 громадян країн Євросоюзу та 45 громадян України.

## Сусідні муніципалітети
- Аїкурціо
- Карнате
- Ронко-Бріантіно
- Сульб'яте
- Вердеріо
- Вімеркате